# NGC 522
NGC 522 (đôi khi còn được gọi là PGC 5218 hoặc UGC 970) là một thiên hà xoắn ốc nằm trong chòm sao Song Ngư, cách Hệ Mặt Trời khoảng 122 triệu năm ánh sáng. Thiên hà này được nhà thiên văn học Heinrich Louis d'Arrest phát hiện vào ngày 25 tháng 9 năm 1862.

## Lịch sử quan sát

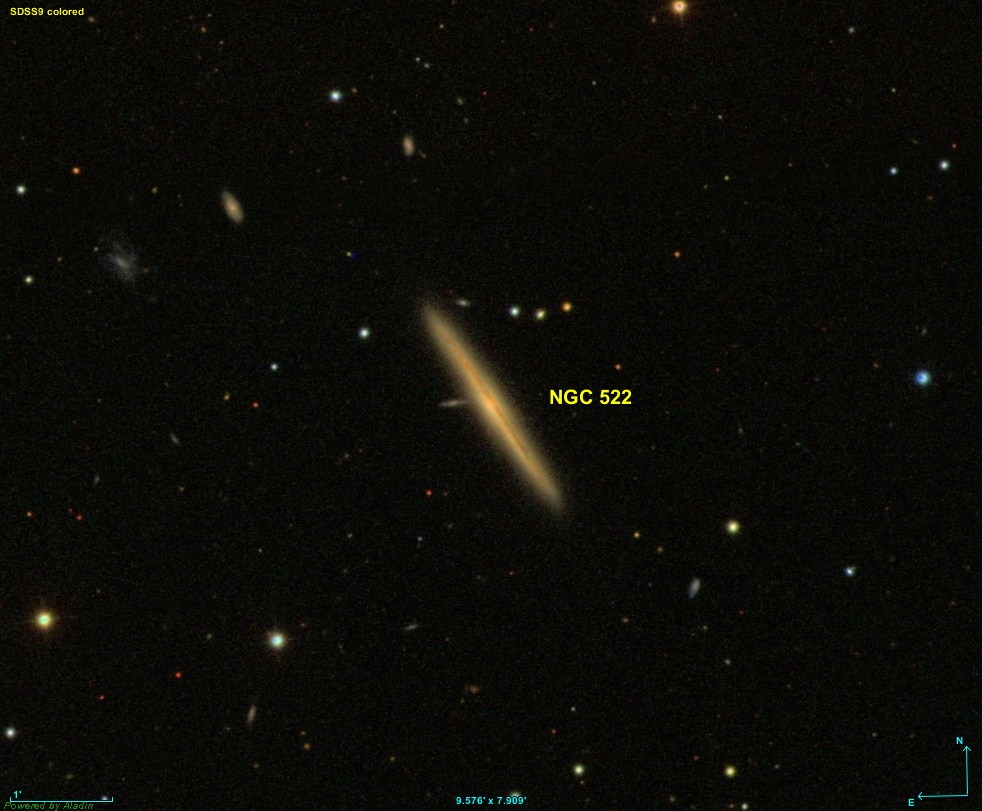
NGC 522 (SDSS).

D'Arrest đã phát hiện ra NGC 522 bằng kính viễn vọng khúc xạ 11 inch của mình tại Copenhagen. Ông đã định vị được vị trí của thiên hà với tổng cộng hai lần quan sát. Vì vị trí khớp với cả UGC 962 và PGC 5190 nên các đối tượng này thường được coi là một. Sau đó, NGC 522 được John Louis Emil Dreyer xếp vào Danh mục chung mới, với mô tả là "cực kỳ mờ nhạt, khá lớn, hình dạng không đều, có lẽ là cụm cộng với tinh vân".

## Miêu tả
Thiên hà có vẻ khá dài và có thể được quan sát từ Trái Đất. Nếu sử dụng biểu đồ Hubble, thiên hà này có thể được phân loại là thiên hà xoắn ốc loại Sbc. Bằng cách sử dụng dịch chuyển đỏ và định luật Hubble, khoảng cách ước tính của vật thể này là nằm cách Hệ Mặt trời khoảng 120 triệu năm ánh sáng.